# 네버윈터 나이츠 2
《네버윈터 나이츠 2》(Neverwinter Nights 2)는 옵시디언 엔터테인먼트가 만들고 아타리 인터랙티브가 배급한 롤플레잉 비디오 게임이다. 네버윈터 나이츠 시리즈의 두번째 게임이자, 판타지 테이블톱 롤플레잉 게임 던전 & 드래곤에 기반한 바이오웨어의 비디오 게임 《네버윈터 나이츠》의 후속작이다.